# My Little Pony
Mein kleines Pony (Original: My Little Pony) ist eine Serie von Spielzeugponys aus Kunststoff, produziert vom US-amerikanischen Spielzeughersteller Hasbro. Diese vorwiegend mit Sammelcharakter hergestellten Ponys sind an ihren bunten Farben und Symbolen an der hinteren Flanke erkennbar. Die meisten dieser Ponys tragen einen diesem Symbol entsprechenden Namen.

## Geschichte
„My Little Pony“ wurde 1982 von der amerikanischen Illustratorin und Designerin Bonnie Zacherle kreiert. In Zusammenarbeit mit Charles Muenchinger und dem Manager Steve D’Aguanno reichte sie 1981 ein Patent für ein dekoratives Design eines Tierspielzeugs ein, welches 1983 genehmigt wurde, als sie für Hasbro arbeitete.
Die einzelnen Produktionen der Ponys werden von Sammlern in Generationen eingeteilt.

## Generation 1: Dream Valley
Die Einführung der Ponys begann 1982 mit den „Earth-Ponies“ Blossom, Blue Belle, Butterscotch, Cotton Candy, Minty und Snuzzle. Kurz darauf folgten die geflügelten „Pegasus-Ponies“, „Unicorn-Ponies“, „Flutter-Ponys“ und „Sea-Ponies“. Die männlichen Ponys, „Big Brother Ponies“ genannt, waren etwas kräftiger und ähnelten mit ihrer Fesselbehaarung Clydesdale-Pferden.
Darauf folgten verschiedene Serien modifizierter Ponys. 1983 erschienen die ersten „Rainbow-Ponys“, gefolgt von verschiedenen Variationen wie den „So-Soft-Ponies“ mit einer fellartigen Beflockung, „Twinkle-Eye-Ponies“ mit Strasssteinchen als Augen, „Twice-As-Fancy Ponies“ mit Mustern am ganzen Körper oder die „Brush ’n’ Grow Ponies“ mit extra langer Mähne und Schweif. Zusätzlich erschienen die „Pony Friends“, Tiere in einem angepassten Design zu den Ponys, wie zum Beispiel ein Löwe, eine Giraffe, ein Känguru, oder ein Zebra und „Baby Ponies“, in einer kleineren Form als die zuerst erschienenen Ponys, die nun ihre Mütter darstellen sollten.
Die erste Generation der Ponys wurde zehn Jahre lang von 1982 bis 1992 in den USA produziert und verkauft, weltweit bis 1995. Das zehnte Jahr wurde in den USA als „My Little Pony“-Jubiläumsjahr beworben.

### Fernsehproduktionen
1984 wurde das Prime-Time-Special My Little Pony: Rescue at Midnight Castle in den USA ausgestrahlt, 1985 folgte das Special My Little Pony: Escape from Catrina. 1986 erschien in den USA der Spielfilm Mein kleines Pony – Der Spielfilm (My Little Pony: The Movie).

### Mail-order Ponys
Alle Verpackungen der Ponys waren mit sogenannten „Hufeisen-Punkten“ versehen. Diese konnte man sammeln, um Rabatte oder spezielle Ponys zu erhalten. Dieses Punkteprogramm wurde in den USA und in England angeboten, der Eintausch der Punkte war aber auch in anderen Ländern möglich. Die angebotenen Ponys waren Neuauflagen oder Sonderproduktionen, wie zum Beispiel das erste männliche Pony „Lucky“. Des Weiteren konnten „Birthflower-Ponies“, die jeweils einen Monat des Jahres repräsentierten, oder Baby Ponys erworben werden.

### Internationale Ponys
Unter der Lizenz von Hasbro produzierten verschiedene Firmen im eigenen Land. Während die Ponys von Hasbro generell in China, dort vor allem in Hongkong, produziert wurden, gab es nun Produktionsstätten in Argentinien, Brasilien, Frankreich, Griechenland, Indien, Italien, Macau und Spanien. Viele der Ponys glichen den Originalen von Hasbro, aber es gab auch einige Ponys, die sich in Farbe, Pose oder Flankenkennzeichnung unterschieden und nur in dem jeweiligen Land erhältlich waren. Da diese Firmen nur kleinere Stückzahlen produzieren konnten, waren diese Ponys etwas teurer.

### Petite Ponies
Die Petite Ponies waren sehr kleine Ponys, die in verschiedenen Spielsets zwischen 1989 und 1991 angeboten wurden. Sie unterschieden sich im Design deutlich von den originalen Ponys. Sie besaßen kämmbares Haar oder hatten einen perlmuttartigen oder nachleuchtenden Körper. Unter jedem Pony war ein Huf eingraviert, der als eine Art Schlüssel für verschiedene Funktionen der Spielsets diente. Diese Ponys hatten keine offiziellen Namen, und viele hatten das gleiche Flankensymbol. Die Serie bestand zudem nur aus Earth- und Pegasus-Ponys.

### Dream Beauties
Dream Beauties waren größere, aus Hartplastik angefertigte Figuren, die in den Jahren 1989 bis 1990 vermarktet wurden. Im Gegensatz zu den kleinen Ponys glichen sie dem Aussehen nach normalen Pferden und hatten kleine an der Mähne angebrachte Perlen. Die Highflying Beauties besaßen große mehrfarbige Flügel.

### My Little Kitty/Puppy/Bunny
Anfang der 1990er Jahre wurden unter dem My Little Pony Logo von Hasbro verschiedene Spielesets mit Katzen, Hunden und Hasen vertrieben. Jedes dieser Lil’ Litters-Sets bestand aus einem Muttertier mit beflocktem Körper, zwei kleinen Babyfiguren aus Kunststoff und einem kleinen Kamm.

### Merchandise
Die Marke My Little Pony umfasst viele Produkte, die diesen Namen bekannt machen. So gab es Bettwäsche, Raumdekorationen, Plüschtiere, Puzzles, Kleidung oder verschiedene Spielesets. Auch außergewöhnliche Artikel sind erschienen, wie zum Beispiel ein Bisamapfel oder zwei Nähmaschinen. In Japan erschienen exklusiv diverse Schlüsselanhänger. Comichefte mit Abenteuern der Tiere, in Deutschland im Ehapa-Verlag, wurden ebenfalls veröffentlicht.

### 25-jähriges Bestehen
Zum 25. Jubiläum gab es im Jahr 2008 eine Neuproduktion der 1983 erschienenen Originalponys Blue Belle, Butterscotch, Cotton Candy, Snuzzle, Blossom und Minty. Ebenso die Rainbow-Ponys Moonstone, Parasol, Skydancer, Starshine, Sunlight und Windy.

### Fernsehproduktionen
My Little Pony Tales war der Name einer Zeichentrickserie, die vom 3. Juli bis zum 25. Dezember 1992 im US-amerikanischen Fernsehen ausgestrahlt wurde. Die Hauptcharaktere der Serie waren die Ponys Starlight, Sweetheart, Melody, Bright Eyes, Patch, Clover und Bon Bon.

## Generation 2: Friendship Gardens
1997 wurde die zweite Generation von Ponys vorgestellt. Die Posen wurden verändert, die Augen bestanden aus Strasssteinchen, und die Köpfe waren beweglich. Die Ponys waren etwas kleiner und dünner und hatten längere Beine als die Produktion aus 1982. Diese Generation war in den USA nicht erfolgreich und wurde dort 1997 eingestellt. In anderen Ländern wurde diese Generation noch einige Jahre weiter produziert. In der Hauptsache wurden Earth-Ponys und einige wenige Unicorn-Ponys herausgebracht. Außerhalb der USA wurden einige Pegasus-Ponys hergestellt, Anfang der 2000er Jahre mit abnehmbaren Flügeln. Es gab auch noch zwei Baby-Ponys, die aber ebenfalls nicht in den USA verkauft wurden.

### Merchandise
Es gab eine Reihe von Spielesets, beispielsweise eine Villa und ein Schloss. In Europa gab es Produkte wie „Bean Bag“-Plüschtiere, Schlüsselanhänger, Comichefte, Kleidung, Parfüm, Geschenkpapier und Malbücher. In einem Spiel für PC konnte man ein Pony pflegen und diverse "mini games" erledigen.

## Generation 3: Ponyville
Die dritte Generation wurde von 2003 bis Ende 2009 produziert. Hasbro veröffentlichte von 2003 bis 2005 die zugehörigen Earth-Ponys, 2005 die Pegasus-Ponys, und die Unicorn-Ponys erschienen 2006. Viele der Original-Ponys wurden in veränderten Posen oder Outfit neu herausgegeben. Die meisten Ponys hatten glänzende oder perlmuttfarbige Körper und matte Symbole, sogenannte Schönheitsflecken, an der hinteren Flanke. Die ersten produzierten Ponys hatten einen Magneten im Huf, der bestimmte Aktionen der Spielsets auslöste. Diese Magnete waren jedoch so stark, dass diese bei längerem Kontakt manche elektronischen Geräte beschädigen konnten, und sind daher in späteren Produktionen nicht mehr enthalten.
Da die Produktion dieser Generation in den USA und Europa gleichzeitig startete, waren auch hier einige landestypische Ponys und Breezies (kleine feenartige Ponys) nicht in jedem Land erhältlich. 

### Mail-order Ponys
Bis Ende 2005 waren die Verpackungen mit Pony Points versehen, die man sammeln konnte, um exklusive Ponys zu erhalten. Dieses Punkteprogramm endete am 31. Januar 2006.

### Sonderproduktionen
Eine Sonderreihe von 300 Stück des Ponys Pinkie Pie trug den Schriftzug 2003 Licensing Show im Flankensymbol und sollte während der gleichnamigen Show verkauft werden. Durch einen Produktionsfehler gerieten 2004 einige Stück davon in den freien Verkauf. Ein anderes Pony, Rosey Posey, wurde nur bei einem Charity Dinner von Hasbro vergeben.
Um auch den älteren Sammlern gerecht zu werden, produzierte Hasbro einige modifizierte Ponys, sogenannte Art Ponys zu verschiedenen Veranstaltungen wie zum Beispiel der My Little Pony Collector’s Convention oder der  San Diego Comic Con. Beispielsweise war das Pony zur San Diego Comic Con 2011 in Schwarz und Pink gehalten und hatte anstelle des Schönheitsflecks einen Totenschädel auf der hinteren Flanke. Customizer konnten ein weißes Pony erwerben, um es an Kundenwünsche in Farbe und Design anzupassen.

### Merchandise
Während der dritten Generation gab es eine Fülle von Merchandise-Produkten. Bettwäsche, Tischdecken, Kleidung oder Büro- und Schulzubehör. Für Themenparks wurden Plüschponys für Greifautomaten produziert. Für den australischen Markt gab es spezielle Ponys wie Rainbow Dash, Minty, Sweetberry oder Kimono, welches als Preis bei Red Rooster Restaurants vergeben wurde. Einige Fastfood-Ketten gaben verschiedene Ponys als Zugabe zu den Kindermenüs.
Was für viele Zeichentrickfiguren der 1980er Jahre galt, wurde auch für die „My Little Pony“-Reihe umgesetzt. So gab es verschiedene T-Shirts mit Aufdrucken von Ponys der ersten Generation in einem Retro-Stil mit Slogans wie „Livin’ in the 80s“ oder „I love Rainbows“.

### Computerspiele
Im Jahr 2000 verkaufte Hasbro die Rechte an digitalen Spielen (zum Beispiel My Little Pony, Magic: The Gathering, Tonka, Playschool, Transformers) für 100 Millionen US-Dollar an Infogrames, kaufte diese Rechte aber 2005 für 65 Millionen US-Dollar wieder zurück.

### Core 7
2009 erfolgte eine Neugestaltung und eine Limitation auf sieben Hauptcharaktere. Diese sogenannten „Core 7“ waren Cheerilee, Toola-Roola, Pinkie Pie, Rainbow Dash, Scootaloo, Sweetie Belle und StarSong. Die Haare wurden verändert, die Körper der Ponys wurden verkleinert und die Köpfe und Augen etwas, um die Ponys unschuldig-kindlich erscheinen zu lassen. Um den Ponys mehr Personalität zu geben, wurden einige Familienbeziehungen eingeführt: Cheerilee wurde zum Beispiel Scootaloos Schwester.

## Generation 4: My Little Pony – Freundschaft ist Magie (Equestria)
2010 folgte die vierte Generation der Ponys, die in Ponyville, einer von Ponys bewohnten Kleinstadt im Königreich Equestria, angesiedelt sind. 

### Fernsehproduktionen
Die Zeichentrickserie My Little Pony – Freundschaft ist Magie (2010 bis 2019) ist um diese Generation angesetzt. Zu ihr erschien der Kinofilm-Ableger My Little Pony: Equestria Girls (2013), My Little Pony: Equestria Girls – Rainbow Rocks (2014), My Little Pony: Equestria Girls – Friendship Games (2015) und My Little Pony: Equestria Girls – Legend of Everfree  (2016).

### Playful Ponies
Die Playful Ponies waren die ersten Ponys, die in der Generation vier erschienen. Es waren die Ponys Twilight Sparkle, Rainbow Dash, Fluttershy, Pinkie Pie, Applejack und Rarity. Sie hatten kämmbares Haar und einen Sattel oder einen kleinen Wagen, in den man ein kleines, dem Pony beigefügtes Tier setzen konnte. Einige Sonderproduktionen dieser Ponys waren zum Beispiel im Februar 2011 Valentine’s Day Pinkie Pie oder im April 2011 Easter Fluttershy
Hasbro wollte im März 2011 eine weitere Produktion der Playful Ponies herausgeben, verschob dies aber aufgrund des Erdbebens in Japan um einen Monat. Zu dieser zweiten Produktionsreihe gehörten Rainbow Dash und Fluttershy sowie die neuen Ponys Cheerilee und Lily Blossom. Im Mai 2011 folgte die dritte Reihe mit Cupcake, Lulu Luck, Dewdrop Dazzle und Blossomforth, die vierte Reihe mit Feathermay, Flitterheart, Snowcatcher, Twinkleshine, Honeybuzz und Plumsweet folgte im Juli 2011.

### Story packs
Story Packs war der Name der einzelnen Spielesets. Sie bestanden aus einem Pony, einem größeren Spielgegenstand und zahlreichem Zubehör. Exklusive Spielesets enthielten die Ponys Sweetie Belle, Apple Bloom, Scootaloo, Sweetie Swirl and Star Swirl (nur in Europa). So gab es zum Beispiel Twilight Sparkle mit einem Fesselballon, Rainbow Dash mit Campingausrüstung, Applejack mit einem kleinen LKW, Pinkie Pie mit einem ferngesteuerten Auto oder auch den Friendship-Expresszug.

### Ride-Along Ponies
Die Ride-Along Ponies waren spezielle Versionen der Playful Ponies. Die veröffentlichten drei Sets bestanden aus einem Pony, einem Fahrzeug und einem kleinen anderen Tier. Es gab Rainbow Dash mit Skateboard und einer Schildkröte, Twilight Sparkle mit Scooter und einer Katze und Fluttershy mit Schmetterling und einem Dreirad.

### So-Soft Newborn
Die Ponys Sunny Daze, Sweetie Belle, Rainbow Dash, Pinkie Pie und der Drache Spike wurden als Baby-Version in Plüsch gestaltet und jeweils mit einem Schnuller ausgeliefert.

### Shine Bright Ponies
Die Shine Bright Ponies leuchteten auf, wenn man den Sattel des Ponys herunterdrückte. Sie waren etwas größer als die Playful Ponys und hatten bewegliche Beine. Erhältlich waren die Ponys Rarity, Pinkie Pie und Rainbow Dash, und als exklusive Target Corporation Ponys Fluttershy, Twilight Sparkle und Prinzessin Luna.

### Fashion Style Ponies
Die Fashion Style Ponies waren größer als die Playful Ponys, hatten ein besonderes Kleidungsstück und verschiedene Accessoires.

### Glimmer Wing Ponies
Inspiriert durch die Episode Sonic Rainboom (dt.: Rainbows großer Tag) der Zeichentrickserie, wurden die Ponys Rainbow Dash, Rarity und Ploomette mit bunten, beweglichen Flügeln ausgestattet.

### Jumbo plush
Verschiedene große Plüschponys erschienen exklusiv bei der Spielwarenkette Toys “R” Us. Es waren modifizierte Versionen der Jumbo-Ponys der dritten Generation. Exklusiv als Sammelstück erschien über die Target Cooperation das Pony „Storyteller Twilight Sparkle“, welches kurze Geschichten erzählte und mit 3 Liedern („Friendship is Magic“, „Winter Wrap-Up“ und einer Variation von „Friendship is Magic“) ausgestattet war.

### Überraschungsponys
In Europa sind 24 kleine Ponys (21 verschiedene und 3 glitzernde Variationen) in verschlossenen, nicht einsehbaren Tüten erhältlich. In den USA erschienen 12 Ponys in einem exklusiven Toys “R” Us Box-Set.

### Canterlot
Im Juli 2011 stimmte Hasbro einer Anfrage der Target Corporation zu, eine exklusive Reihe von Ponys zu veröffentlichen, die thematisch um Canterlot (der Hauptstadt des fiktiven Königreichs Equestria) angesiedelt sind. Bei der Vermarktung in den Geschäften wurde extra ein Themenbereich mit diversen Aufstellern eingerichtet.

## Zeichentrickserien

### Generation 1
Den ersten Auftritt hatten die Ponys 1984 in dem Prime-Time-Special My Little Pony: Rescue at Midnight Castle. 1985 folgte das Special My Little Pony: Escape from Catrina, in dem Tammy Grimes den Hauptcharakter synchronisierte. 1986 erschien in den USA der Spielfilm Mein kleines Pony – Der Spielfilm (My Little Pony: The Movie), in dem Schauspieler wie Rhea Perlman, Madeline Kahn, Tony Randall und Danny DeVito die Charaktere synchronisierten. Der Spielfilm spielte 6 Millionen US-Dollar ein und bekam meist schlechte Kritiken.

Eine Zeichentrickserie gleichen Namens, die später auch im deutschsprachigen Raum ausgestrahlt wurde, folgte. In dieser Zeichentrickserie wurden die Spielzeuge der Jahre 1986 und 1987 beworben.
Die TV-Specials, Spielfilm und Zeichentrickserie waren alle in Dream Valley angesiedelt, in der Hexen, Goblins und andere magische Figuren mit dem Drachen Spike, den Ponys und ihrem menschlichen Freund Megan interagierten.
Die nachfolgende Reihe My Little Pony Tales wurde in eine andere Umgebung versetzt. Die Ponys lebten nun in einer Stadt, gingen zur Schule, fuhren in Urlaub oder handelten mit verschiedenen Waren.
2004 wurde die erste Serie auf DVD veröffentlicht. Die vier DVDs enthielten die beiden Specials und 50 Episoden der Zeichentrickserie. Die zehn Episoden umfassende Miniserie The End of Flutter Valley erschien 2005. 2006 gab es die Veröffentlichungen: Flight to Cloud Castle and Other Stories und Quest of the Princess Ponies and Other Stories, ebenso die Episoden Two Great Pony Tales,The Magic Coins und The Glass Princess in acht Episoden.

### Generation 2
Da der Verkauf der zweiten Generation in den USA nicht erfolgreich war, wurden keine Serien produziert.

### Generation 3
Zwischen 2003 und 2009 wurden verschiedene Serien als Direct-to-Video/DVD-Produktionen veröffentlicht.
- A Charming Birthday (2003) – Dieses Video wurde nicht extra verkauft, sondern war in einigen Packungen der G3-Ponys enthalten.
- Dancing in the Clouds (2004) – Hier wurde das erste Pegasus-Pony Star Catcher vorgestellt.
- Friends Are Never Far Away (2005) – eine DVD, die der Verpackung des PegasusPonys Hidden Treasure beigefügt war.
- My Little Pony: A Very Minty Christmas (25. Oktober 2005, VHS/DVD) – Dieses Video enthielt die Episode Dancing in the Clouds als Bonus. Im Oktober 2008 erfolgte eine Neuauflage mit einer Figur des Ponys Minty.
- My Little Pony: The Princess Promenade (7. Februar 2006, VHS/DVD) – Debüt des neu designten Drachen Spike (der damit als einziger Charakter in Animationen der Generation eins und drei auftrat) und einiger feenartiger Ponys, den Breezies. A Charming Birthday war als Bonus-Episode enthalten.
- My Little Pony Crystal Princess: The Runaway Rainbow (12. September 2006, DVD) – Vorstellung des neuen Unicorn-Ponys Rarity. Die enthaltene Bonus-Episode trug den Titel „Friends Are Never Far Away“.
- My Little Pony: A Very Pony Place (6. Februar 2007) – drei Geschichten mit den Titeln „Come Back, Lily Lightly“, „Two For the Sky“ und „Positively Pink“. Vorgestellt wurden die Ponys Lily Lightly, Storybelle und Puzzlemint.
- My Little Pony: Pinkie Pie’s Special Day (2007) – war im gleichnamigen Spieleset beinhaltet. Das Spielzeugpony Pinkie Pie besaß die gleichen Kleidungsstücke wie in der Animation.
- My Little Pony: Meet the Ponies (2008) – eine DVD mit diversen, zuvor online ansehbaren Miniepisoden, in denen die Core-7-Ponys als Hauptcharaktere agierten. Diese DVD war den ersten Verpackungen der Core-7-Ponys beigepackt.
- My Little Pony: StarSong and the Magic Dance Shoes (2008) – war im gleichnamigen Spieleset beinhaltet. Das Spielzeugpony StarSong besaß die gleichen Kleidungsstücke wie in der Animation.
- My Little Pony: Rainbow Dash’s Special Day (2009) – war im gleichnamigen Spieleset beinhaltet. Das Spielzeugpony Rainbow Dash besaß die gleichen Kleidungsstücke wie in der Animation.
- My Little Pony: Twinkle Wish Adventure (13. Oktober 2009) – Shout! Factory und Hasbro veröffentlichten diese DVD, die den Spielfilm, einige Nebenepisoden und diverses Bonusmaterial enthielt.[5]

### Generation 4
Die TV-Serie namens My Little Pony – Freundschaft ist Magie (My Little Pony: Friendship Is Magic) wurde auf dem amerikanischen Fernsehsender The Hub erstmals am 10. Oktober 2010 ausgestrahlt. Die deutsche Fassung dieser TV-Serie debütierte am 19. September 2011 auf Nickelodeon. Zudem erschienen folgende Filme basierend auf My Little Pony – Freundschaft ist Magie:
- My Little Pony: Equestria Girls (16. Juni 2013)
- My Little Pony: Equestria Girls – Rainbow Rocks (27. September 2014)
- My Little Pony: Equestria Girls – Friendship Games (26. September 2015)
- My Little Pony: Equestria Girls – Legend of Everfree (1. Oktober 2016)

## Kinofilm
2017 entstand mit My Little Pony – Der Film eine Leinwandadaption von My Little Pony, bei der unter anderem Zoe Saldana, Emily Blunt, Liev Schreiber, Tara Strong und Sia den Charakteren ihre Stimme geliehen haben.

## Live Musicals
My Little Pony Live: The World’s Biggest Tea Party war ein von Hasbro und VEE Corporation produziertes 90-minütiges Musical. Die Uraufführung war am 19. Juni 2006. Die auftretenden Ponys waren Pinkie Pie, Minty, Sweetberry, Sew-and-so, Rarity, Rainbow Dash, Spike, Thistle Whistle, Zipzee, Tra La La, Tiddlywink, und Wysteria. Am 16. November 2008 erschien die DVD zu diesem Musical.

## Videospiele
- My Little Pony: Friendship Gardens – PC (1998)
- My Little Pony Crystal Princess: The Runaway Rainbow – Game Boy Advance 13. September 2006
- My Little Pony: Pinkie Pie’s Party – Nintendo DS 22. September 2008
- My Little Pony: Twilight Sparkle, Teacher for a Day – Apple App Store 22. September 2011
- My Little Pony: Friendship Is Magic – Computer- und Mobiltelefonspiel von Gameloft 8. November 2012

## Imitationen
In den 1990er Jahren wollten viele Spielwarenhersteller an dem Profit der erfolgreichen „My Little Pony“-Serie teilhaben. Zwischen 1995, als die Produktion der ersten Generation eingestellt wurde, und 1997, als die ersten Ponys der zweiten Generation hergestellt wurden, stellten diverse Firmen Imitationen der Ponys her. Sie waren den ersten Ponys und den "Dream Beauties" ähnlich. Einige der originalen Gussformen fielen in die Hände anderer Firmen, die damit ihre eigenen Ponys herstellten. Da die zweite Generation der Ponys nicht sehr erfolgreich war, gibt es davon weniger Imitationen. Einige Webseiten klären Interessenten über die Unterschiede zwischen dem Original und dem Nachbau (engl. "Bootleg") auf. Viele dieser Imitationen wurden in sogenannten Dollar-Stores (vergleichbar mit deutschen Ein-Euro-Läden) verkauft.

### Secret Wish Horse
Diese, von Tyco Toys vertriebenen, bunten Pferde besaßen Wimpern und hatten einen mit Strasssteinen besetzten Sattel, der sich öffnen ließ. Hier war eine „Überraschung“ versteckt (Ohrringe, eine Kette oder ein Ring). Diese Pferde hatten eine Kette mit einer Kugel, ähnlich einem Magic 8 Ball, um den Hals.

### Fantasy Fillies
Dies waren bunte Pferde, die von Empire/Marchon produziert wurden. Der Designer dieser Pferde designte außerdem die Fashion Star Fillies, die von Kenner 1987 vertrieben wurden. Fantasy Fillies gab es in normaler Form, Pegasus- und Einhorn-Form und als Mini-Fillies.

### Magic Touch Pony
Diese Ponys waren ebenfalls in diversen Farbvariationen erhältlich. Je nach Variation leuchteten bei diesen Ponys, die Hufe, der Kettenanhänger oder Blumen, die in der Mähne eingearbeitet waren. Manche spielten auch eine Melodie. Sie besaßen ebenfalls Symbole an den Flanken, ähnlich den Original-Ponys und den Dream Beauties.

## Custom ponys
Custom Ponys sind künstlerisch veränderte Ponys. Normale sowie ältere, beschädigte Ponys werden vom jeweiligen Künstler umgefärbt, mit anderen Symbolen versehen, mit neuer Mähne oder Schweif versehen. Es können auch neue, veränderte Flügel, ein Horn oder Dekorationssteine angebracht sein.

## Sammelkataloge
- The World of My Little Pony: An Unauthorized Guide for Collectors von Debra L. Birge
- My Little Pony around the World von Debra L. Birge
- The My Little Pony G2 Collector’s Inventory: An unofficial full color illustrated guide to the second generation of MLP including all ponies, playsets, and accessories released from 1997 to 2003 von Summer Hayes
- The My Little Pony 2007-2008 Collector’s Inventory von Summer Hayes

## Auftreten außerhalb der Serie
Da My Little Pony eine sehr bekannte Marke ist, tauchen die Figuren sowie die Spielzeuge auch außerhalb der Serie auf: Sie waren in den Serien Robot Chicken, Dexters Labor, Veronica Mars, Die Bill Cosby Show, Die gruseligen Abenteuer von Billy und Mandy, Das Leben und Ich, O.C., California, Paradies PD und im Film Ted 2 zu sehen. Da Hasbro auch die Lizenzen der Serie Transformers besitzt, tauchte im gleichnamigen Spielfilm ein Spielzeug auf.

Auch in einigen Spitznamen und Witzen werden Abwandlungen von Namen aus der Serie benutzt. Laura Ingraham bezeichnete Senator John Edwards als Silky Pony und spielte die My Little Pony Erkennungsmelodie, wenn sie über ihn berichtete. Jonathan I. Schwartz, CEO von Sun Microsystems, hatte den Spitznamen „MLP“ von Daniel Lyons, einem Schreiber für das Magazin Newsweek, bekommen. Unter dem Titel „My Little Crony“ erschien 2005 eine Karikatur von Steve Sack, die zeigt, wie George W. Bush ein Spielzeugpony bürstet. Für einen Werbespot für die Serie Mister Ed wurde der Slogan He’s no ‚My Little Pony’ benutzt. In einem Discworld-Roman von Terry Pratchett kauft der Tod ein Spielzeug mit dem Namen My Little Binky für seine Enkelin. Erwachsene Männer und Frauen, die Fans der vierten Generation (G4) der Serie sind, werden als Bronies (ein Kofferwort aus bro, kurz für brother, und pony, zu deutsch also etwa Ponybrüder) bezeichnet.